# Sindi församling
Sindi församling (estniska: Sindi kogudus) är en församling som tillhör Pärnu kontrakt inom den Estniska evangelisk-lutherska kyrkan. Församlingen omfattar staden Sindi i landskapet Pärnumaa och Pärnu-Eliisabeti socken.